# Коулрейн Тауншип (округ Бедфорд, Пенсільванія)
Коулрейн Тауншип (англ. Colerain Township) — селище (англ. township) в США, в окрузі Бедфорд штату Пенсільванія. Населення — 1132 особи (2020).

## Демографія
Згідно з переписом 2010 року, у селищі мешкало 1195 осіб у 458 домогосподарствах у складі 372 родин. Було 516 помешкань
Расовий склад населення:
| - 99,0 % — білих - 0,3 % — корінних американців - 0,2 % — чорних або афроамериканців - 0,1 % — азіатів |

До двох чи більше рас належало 0,3 %. Частка іспаномовних становила 0,0 % від усіх жителів.
За віковим діапазоном населення розподілялося таким чином: 22,3 % — особи молодші 18 років, 58,0 % — особи у віці 18—64 років, 19,7 % — особи у віці 65 років та старші. Медіана віку мешканця становила 45,2 року. На 100 осіб жіночої статі у селищі припадало 101,9 чоловіків;  на 100 жінок у віці від 18 років та старших — 98,7 чоловіків також старших 18 років.
Середній дохід на одне домашнє господарство  становив 69 659 доларів США (медіана — 51 823), а середній дохід на одну сім'ю — 78 667 доларів (медіана — 58 571). Медіана доходів становила 46 705 доларів для чоловіків та 31 250 доларів для жінок. За межею бідності перебувало 4,4 % осіб, у тому числі 2,4 % дітей у віці до 18 років та 5,1 % осіб у віці 65 років та старших.
Цивільне працевлаштоване населення становило 666 осіб. Основні галузі зайнятості: виробництво — 16,8 %, освіта, охорона здоров'я та соціальна допомога — 16,2 %, сільське господарство, лісництво, риболовля — 16,1 %.